# Вольф, Иоганна (писательница)
Иоганна (Йоханна, Ханна) Вольф (нем. Johanna Wolff, урожд. Килих (Kielich); 30 января 1858, Тильзит — 3 мая 1943, Орселина) — немецкая писательница.

## Жизнь
Иоганна Килих родилась в восточно-прусском городе Тильзите в семье сапожника, там же до 14-летнего возраста посещала Меервишскую (Меервиш — пригород Тильзита) народную школу для небогатых горожан, в которой так же учился ещё один знаменитый тильзитец — Армин Мюллер-Шталь. Её отец — сапожник не имел постоянного места работы и часто уезжал на заработки, оставляя в одиночестве жену с ребёнком, которой приходилось зарабатывать на хлеб мойкой и стиркой. Часто отец возвращался домой нищий, голодный, в рваной одежде и, отдохнув, отъевшись и набравшись сил, пускался в новое путешествие за работой. В возрасте 6 лет Иоганна потеряла отца, а на следующий год умерла мать, и она осталась круглой сиротой. Приемную мать (их соседку госпожу Миш), которая была слишком строга к девочке и часто заставляла её голодать, Иоганна воспринимала только как источник средств для поддержания жизни. Классная руководительница часто забирала девочку в свой дом, чтобы та вела её домашнее хозяйство, за это будущая писательница всегда получала от неё что-нибудь особенно вкусное. Когда Иоганна стала постарше, то познакомилась с молодым священником, читающим проповеди в местной церкви. Он взял её к себе в качестве домработницы, а затем проявил заботу об образовании и судьбе девушки и помог ей в 1877 году попасть в службу сестер милосердия, где её использовали для разъездной работы и выполнения заданий для дома матери. С 1887 года медсестрой Красного Креста Иоганна работала в Гамбурге и Вене. В 1897 году она вышла замуж за Густава Отто Вольфа (которому оказывала помощь при тяжелом заболевании, парализовавшем и приковавшем его к постели), сына влиятельного гамбургского торговца, чьи родители восприняли этот неравный брак крайне неодобрительно. Брак был основан на большой взаимной любви, но остался бездетным.

## Творчество
Иоганна Вольф наряду с Агнес Мигель является наиболее важным представителем женской поэзии в Восточной Пруссии. Большое влияние на её произведения оказало творчество немецкого философа Фридриха Ницше. Первая публикация Иоганны состоялась в 1896 году, но настоящий успех ожидал её только после выхода автобиографии «Ханнекен: Книга о бедности и труде», которая в последующей редакции была переименована в Hanneken: Книга о труде и карьере" и вышла тиражом 55 000 экземпляров. До 1939 года она опубликовала множество поэтических сборников, пьесы и романы.

## Признание
В 1930 году Иоганна Вольф была признана почетным жителем города Тильзита. В 1943 году в Тильзите Меервишская народная школа была переименована в школу имени Иоганны Вольф (сейчас школа № 4 города Советска). Также в честь писательницы была названа одна из улиц города Тильзита. Папка с более чем ста письмами Иоганны Вольф находится в собрании Ганса Франка и хранится в Государственной библиотеке Мекленбург-Передняя Померания в Шверине.

## Публикации
- 1913: Hanneken: Ein Buch der Armut und Arbeit (Ханнекен: Книга бедности и труда)
- 1917: Von Mensch zu Mensch: Gedichte
- 1918: Du schönes Leben: Gedichte
- 1918: Schwiegermütter: Kleine Geschichten
- 1919: Die Töchter Sauls
- 1920: Die Totengräberin
- 1921: Hans Peter Kromm der Lebendige: Eine Geschichte von Ufer zu Ufer
- 1922: Drei Märchen
- 1926: Der liebe Gott auf Urlaub: Zeitlose Legenden
- 1930: Frauen zwischen gestern und heute: Lebensstücke
- 1931: Lebendige Spur: Gedichte
- 1932: Die Beichte
- 1933: Andres Verlaten
- 1935: Hannekens große Fahrt
- 1935: Wir bleiben jung
- 1936: Das Wunderbare: Eine Geschichte von Seelen und Geigen
- 1937: Ein bißchen Freude
- 1937: Der Fischpastor: Aus dem Merkbüchlein des Pfarrers Ulrich Drossel (Рыбопреподобный)
- 1938: Vogelreuthers Mühle
- 1939: Wanderer wir: Ausgewählte Gedichte